# Adamsiana curoei
Adamsiana curoei är en insektsart som beskrevs av Penny 1996. Adamsiana curoei ingår i släktet Adamsiana och familjen Ithonidae. Inga underarter finns listade i Catalogue of Life.